# Caloptilia serotinella
Caloptilia serotinella är en fjärilsart som först beskrevs av Charles Russell Ely 1910.  Caloptilia serotinella ingår i släktet Caloptilia och familjen styltmalar. Inga underarter finns listade i Catalogue of Life.